# Convoluta schmidti
Convoluta schmidti är en plattmaskart som beskrevs av Voldemar Czerniavsky 1881. Convoluta schmidti ingår i släktet Convoluta och familjen Convolutidae.
Artens utbredningsområde är Svarta Havet. Inga underarter finns listade i Catalogue of Life.